# Svatba v Káně

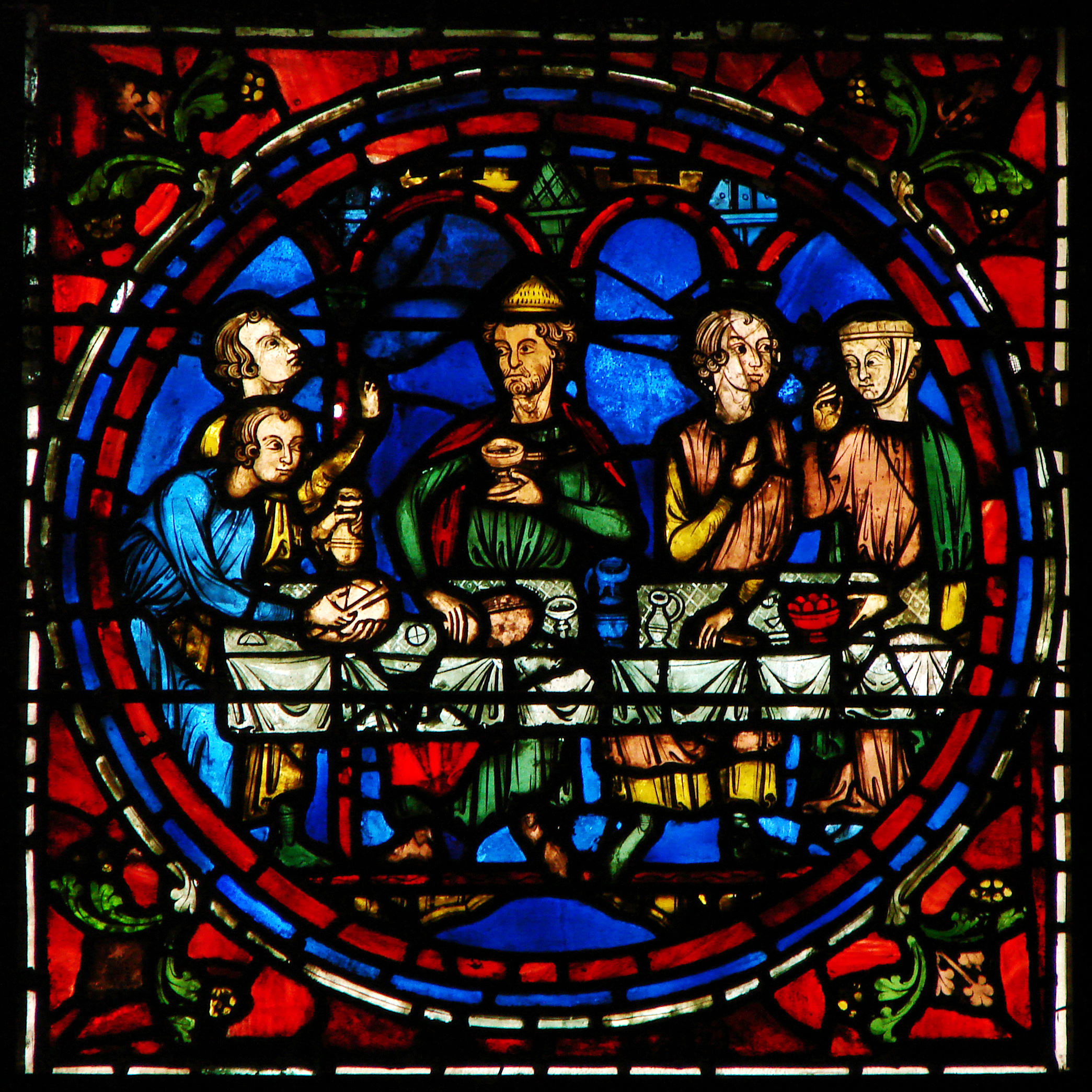
Vitráž v katedrále Notre-Dame vyobrazující svatbu v Káně

Proměnění vody ve víno na svatbě v Káně Galilejské je první Ježíšův zázrak. Je popsaný v druhé kapitole Janova evangelia.
Ježíš, jeho učedníci i matka Marie byli pozváni na svatbu, kde ale hostiteli došlo víno. Ježíš nechal naplnit kamenné nádoby určené k očišťování vodou a tu proměnil ve víno. Na základě toho potom učedníci Ježíšovi uvěřili.
Žádné ze synoptických evangelií tuto událost nezmiňuje, ale v Janově evangeliu má značnou symbolickou důležitost: je prvním ze sedmi zázraků, znamení, kterými je potvrzováno Ježíšovo božství a kolem nichž je evangelium vystavěno.
Příběh zaujímal velmi důležité místo ve vývoji křesťanské pastorální teologie, počínaje skutečností, že Ježíš byl pozván na svatbu, přišel a použil svou božskou moc k odvrácení hrozícího zmaření slavnosti. Tyto události jsou chápány jako doklad Ježíšova souhlasu s manželstvím a světskými slavnostmi, v protikladu k přísnému pohledu sv. Pavla, jak jej můžeme najít např. v prvním listu Korintským. Bývá jimi také argumentováno proti křesťanskému teetotalismu (odporu k alkoholu).
O svatbě v Káni Galilejské zpíval Sváťa Karásek, charizmatický kazatel křesťanské naděje.